# Institut français des boissons, de la brasserie et de la malterie
L'Institut français des boissons, de la brasserie et de la malterie (IFBM) est un organisme fondé en 1962 par les syndicats professionnels de la brasserie et de la malterie françaises. L'IFBM est une centre de recherche et de formation notamment dans la filière " de l'orge à la bière" mais également pour toutes les filières agro-alimentaires.

## Historique
L'Institut français des boissons, de la brasserie et de la malterie (IFBM), créé en 1962,, a succédé à l'école de brasserie de Nancy, devenue École nationale supérieure d'agronomie et des industries alimentaires (ENSAIA).
L'IFBM est principalement un centre technique et de recherche pour les industriels des filières orge-malt-bière et boissons qui met à disposition son expertise dans de nombreux domaines et propose des études techniques ou encore du conseil à la formation professionnelle. 
En 1994, l'IFBM crée sa filiale Qualtech, située dans les mêmes locaux, et qui reprend une partie de ses activités : les analyses physico-chimiques et microbiologiques, l'analyse sensorielle, les études, audits et conseils techniques. 
IFBM développe ses trois activités principales au service des filières Orge-Malt-Bière et Boissons, en France et à l’international : recherche & développement, formation professionnelle et études technologiques.
L'institut est situé à Vandœuvre-lès-Nancy, en France, et son activité s’étend au monde entier.
L'IFBM, partenaire de l'Institut national polytechnique de Lorraine (INPL) est reconnu pour ses nombreux projets de recherche avec des laboratoires publics français et européens.

## Manifestations
IFBM/Qualtech organise quatre fois par an une « Fête de la bière » dans ses locaux afin de faire découvrir aux personnes présentes la bière de saison qui est produite sur place.